# Rácz Zsófia (régész)
Dr. Rácz Zsófia (Budapest, 1974. szeptember 28.) régész, a Magyar Tudományos Akadémia köztestületének tagja, az archeogenetika művelője, egyetemi docens. Szakterülete a népvándorlás kori régészet, a magyar honfoglalást megelőző korokkal, a hun, germán, avar korszakokkal foglalkozik.
2020 óta részt vesz az Európai Kutatási Tanács által támogatott, archeogenetikai fókuszú HistoGenes projektben, ami a Kárpát-medence 4–9. századi népességtörténetét vizsgálja.

## Tudományos munkássága
Az Eötvös Loránd Tudományegyetemen végzett, ugyanott 2004 óta oktató.
1999-ben a Bécsi Egyetemen tanult ÖAD ösztöndíjjal. 2000/2001-ben a müncheni Lajos–Miksa Egyetemen végzett tanulmányokat DAAD ösztöndíjjal.
2005-ben szerzett PhD fokozatot.
2008-ban a nagyszebeni Lucian Blaga egyetemen kutatott Erasmus+ Oktatói Mobilitás ösztöndíjjal.
2008-ban a Magyar Bizantinológiai Társaság tagja lett. 2011-től a Magyar Régészeti és Művészettörténeti Társulat tagja, 2022-től választmányi tagja.
A Magyar Tudományos Művek Tárában szereplő publikációinak listája 62 tételt tartalmaz.

## Kapcsolódó szócikk
- Egy eltűnt nép nyomában